# Robin Gibb
Robin Hugh Gibb (ur. 22 grudnia 1949 w Douglas, zm. 20 maja 2012 w Londynie) – brytyjski muzyk, jeden z trzech braci tworzących zespół Bee Gees.

## Życiorys

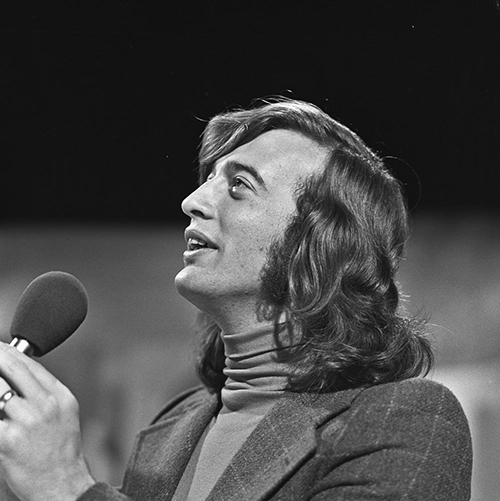
Robin Gibb, 1973

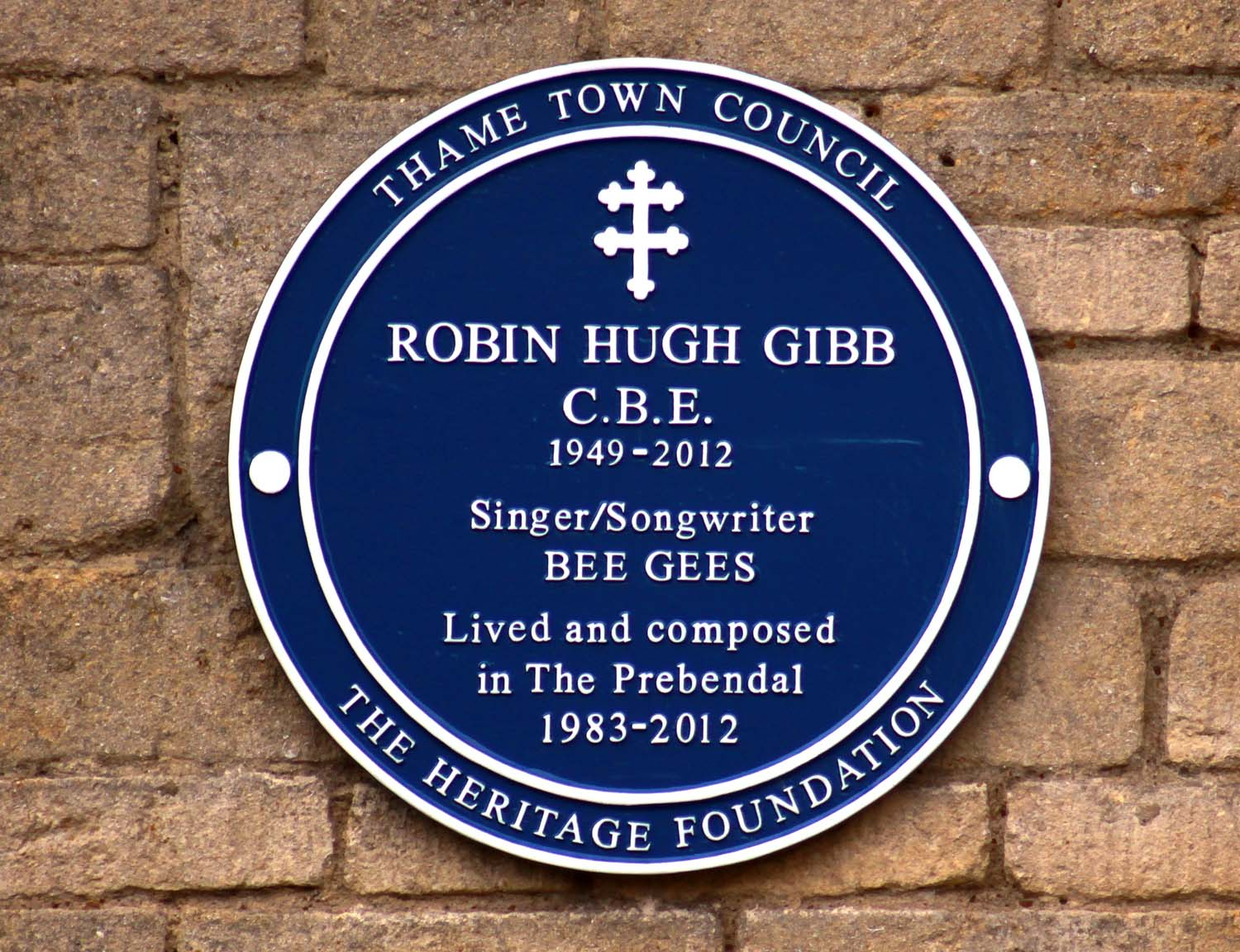
Tablica pamiątkowa w Thame (2013)

Urodził się w Douglas na Wyspie Man wraz z bratem bliźniakiem Maurice’m (zm. 12 stycznia 2003). Był synem Hugh Gibba (1916-1992) i Barbary Gibb (z domu Pass; 1920-2016). Miał starszą siostrę Lesley Barbarę (ur. 1945) i dwóch braci: starszego Barry’ego (ur. 1 września 1946) i młodszego – Andy’ego (ur. 5 marca 1958, zm. 10 marca 1988). W 1958 rodzina Gibbów przeprowadziła się do Australii i osiedliła się w Redcliffe w stanie Queensland, niedaleko Brisbane.
Gibb uczęszczał do szkoły podstawowej w Manchesterze (Oswald Road Primary School), a później do Chorlton-Cum-Hardy i Humpy Bong School w Brisbane.

### Kariera
Na scenie nie grał na żadnym instrumencie, natomiast prywatnie potrafił grać na pianinie, organach, akordeonie i wiolonczeli. Największy wpływ na niego mieli Roy Orbison, The Beatles i Otis Redding.
Nagrał siedem albumów solowych. W roku 2007 nagrał cover hitu grupy Bee Gees „Too Much Heaven” razem z zespołem US5.

### Życie prywatne
4 grudnia 1968 ożenił się z sekretarką Molly Hullis, z którą miał dwoje dzieci: syna Spencera (ur. 21 września 1972) i córkę Melissę (ur. 17 czerwca 1974). W 1980 doszło do rozwodu. 31 lipca 1985 poślubił Dwinę Murphy, z którą miał syna Robina Johna (ur. 21 stycznia 1983). Ze związku z Claire Yang miał córkę Snow Robin (ur. w listopadzie 2008).
Zmarł 20 maja 2012 w klinice w Londynie, na raka okrężnicy w wieku 62 lat. Został pochowany na cmentarzu kościoła Najświętszej Maryi Panny (ang. St Mary the Virgin Church) w Thame.

## Dyskografia solowa
- Robin’s Reign (1970)
- How Old Are You? (1983)
- Secret Agent (1984)
- Walls Have Eyes (1985)
- Magnet (2003)
- Live with the Neue Philharmonie Frankfurt Orchestra (2005)
- My Favourite Christmas Carols (2006)
- Titanic Requiem (2012)

## Odznaczenia
- Commander Orderu Imperium Brytyjskiego – ogłoszenie 2001[11]; wręczenie 2004[12]